# David Bindman (Musiker)
David Bindman (* 1963 in New York City) ist ein US-amerikanischer Jazzmusiker (Tenorsaxophon, auch Flöte, Klarinette, Komposition).

## Leben und Wirken
David Bindman schloss 1985 seine Studien an der Wesleyan University ab; anschließend absolvierte er an der Wesleyan ein Masterstudium in Weltmusik, das er 1987 abschloss. Außerdem erhielt er Stipendien des Brooklyn Arts Council, des Queens Council on the Arts, der Puffin Foundation, von Meet the Composer und vom Aaron Copland Fund for Music Performing Ensembles. Er spielte ab den 1980et-Jahren u. a. mit Bill Lowe und Royal Hartigan in der Formation Juba (Album Look on the Rainbow, 1986), in den folgenden Jahren im Afro Asian Music Ensemble von Fred Ho, in der Bill-Lowe/Andy-Jaffe-Big Band, 1996 in der Bigband von Anthony Braxton, im Ehran Elisha Ensemble (Album Shoresh, 1994), in Adam Lane’s Full Throttle Orchestra (Album Ashcan Rantings, 2009) und im Kevin Norton Ensemble.
In seinem David Bindman Trio arbeitete er mit Joe Fonda und Kevin Norton (Album Imaginings, CIMP, 1998); außerdem war er mit Fred Ho Co-Leader des Brooklyn Sax Quartet. 2012 legte er in Sextett-Besetzung (mit Frank London, Reut Regev, Art Hirahara, Wes Brown, Royal Hartigan) das Album Sunset Park Polyphony vor. 2015 spielte er im Brooklyn Infinity Orchestra (mit Stephanie Griffin, Thomas Heberer, Jen Baker, Michael Attias, Michael Bates und Andrew Drury). Im Bereich des Jazz war er zwischen 1980 und 2012 an vierzig Aufnahmesessions beteiligt.
Bindman unterrichtete an Schulen in New York City, im Consortium for Worker Education, am Bennington College, LaGuardia Community College und an The New School University. Er lebt in Sunset Park, Brooklyn.

## Diskographische Hinweise
- Scott Miller & Joe Fonda: Bottoms Out (Cadence Jazz, 1993), mit Steve Swell, Mark Whitecage, Bob DeBellis, Michael Jefry Stevens, Kevin Norton
- Tyrone Henderson & David Bindman: Strawman Dance (Konnex Records, 1993), mit Wadada Leo Smith, Joe Fonda, Royal Hartigan
- Ehran Elisha Ensemble: The Kicker (CIMP, 1998), mit Roy Campbell, Sam Bardfeld, Wilber Morris
- Kevin Norton Ensemble and Anthony Braxton: For Guy Debord (In Nine Events) (Barking Hoop 1999), mit Bob DeBellis, Tomas Ulrich, Joe Fonda
- Adzenyah in There: A Tribute Concert (DVD, 2003 Wesleyan University)
- Brooklyn Sax Quartet: Far Side of Here (Omnitone, 2003), mit John O’Gallagher, Sam Furnace, Fred Ho, Rudresh Mahanthappa
- Adam Lane’s Full Throttle Orchestra: Live in Ljubljana (Clean Feed Records, 2012) mit Nate Wooley, Susana Santos Silva, Reut Regev, Avram Fefer, Matt Bauder, Igal Foni
- Ten Billion Versions of Reality (2017), mit Frank London, Reut Regev, Art Hirahara, Wes Brown, Royal Hartigan
- David Bindman, Michael Sarin, Stefan Bauer: Relativ Motion (2022)[3]